# Strada Alexei Mateevici din Chișinău
Strada Alexei Mateevici (din 1834 și până la sf. secolului al XIX-lea – str. Galbinskaia Storona; de la sf. secolului al XIX-lea și până în 1924 – str. Sadovaia; în 1924-1931 – str. Drumul Viilor; în 1931-1939 – str. Ion Inculeț; în 1939-1944 – str. Sfatul Țării; în 1944-1991 – str. Sadovaia) este o stradă din centrul istoric al Chișinăului. 
De-a lungul străzii sunt amplasate clădiri administrative (Academia de Muzică, Teatru și Arte Plastice, sediul Ambasadei SUA, sediul Ambasadei Germaniei, sediul Ambasadei R. Belarus, sediul Ambasadei Turciei, blocul central al Universității de Stat din Moldova, oficiul OSCE, Școala Auxiliară Nr. 7, Cimitirul Central, Penitenciarul Nr. 13 și altele) și o serie de monumente de arhitectură și istorie:
- clădirea fostului gimnaziului pentru fete fondat de baroneasa Heyking
- clădirea fostei școli pedagogice
- clădirea fostului azil pentru bătrâni
- sediul Sfatului Țării
- turnul de apă
- casa în care a locuit Eugeniu Coca
- casa arhitectului Cupcea
- vila urbană a familiei Erhan
- casa medicului A. Kațovski
- casa medicului Iulia Kviatkovski
- casa în care a locuit Alexei Mateevici
- casa în care a locuit Ștefan Neaga
- vila inginerului Pronin (fragment)
- casa în care a locuit Petre Ștefănucă
- vila urbană a familiei Trapani
- casa de raport, nr. 29
- case individuale: nr. 25, nr. 46, nr. 50, nr. 67, nr. 80
- conacul urban, nr. 31
- vile urbane: nr. 23, nr. 65, nr. 69, nr. 74, nr. 119

Strada începe de la intersecția cu str. Ismail, intersectând alte 11 artere și încheindu-se la intersecția cu str. Constantin Stere.  

## Legături externe
- Strada Alexei Mateevici din Chișinău la wikimapia.org
- Ușile de pe străzile Chișinăului: Cum arată str. Alexei Mateevici – strada autoarei proiectului la diez.md